# Knur

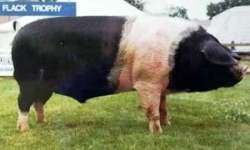
Knur rasy British Saddleback

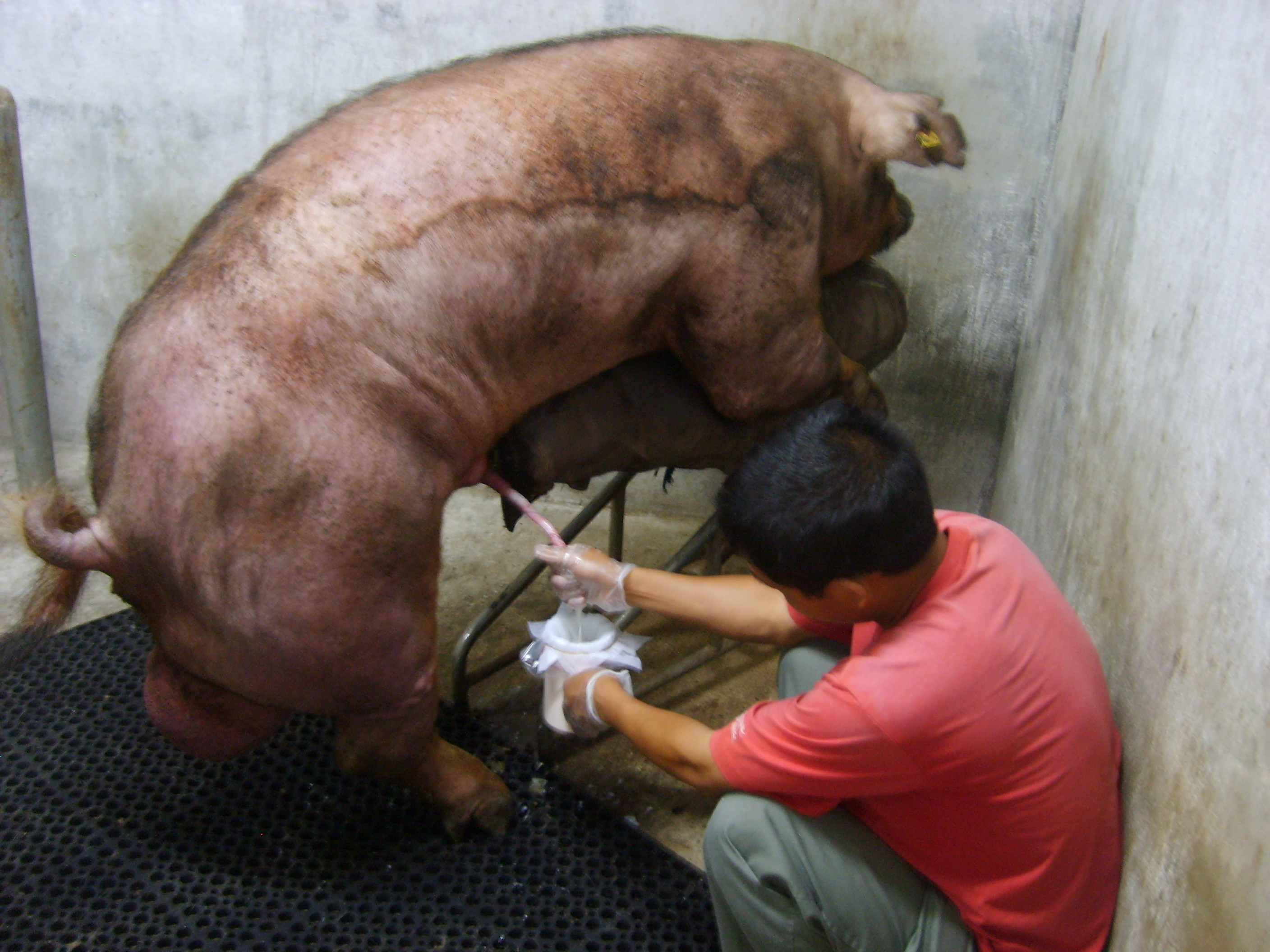
Pobieranie nasienia od knura (zob. sztuczne unasienianie)

Knur – dorosły osobnik męski świni domowej. Jest większych rozmiarów o wadze dochodzącej niekiedy do 400 kg oraz ma grubszą skórę pokrytą szczeciną w odróżnieniu od lochy. U starszych osobników kły są bardziej wydłużone podobnie jak szable odyńców u dzików. Knury rozpłodowe wydzielają specyficzną woń, niewystępującą u loch.
Knury w większym stopniu niż lochy wpływają na postęp hodowlany i produkcyjny, ponieważ pozostawiają po sobie więcej potomstwa.
Knurki czyli dorastające osobniki męskie świni domowej, uznaje się za przydatne do rozpłodu po uzyskaniu wagi 110-130 kg w wieku w zależności od rasy 8 do 10 miesięcy, choć sam wzrost trwa do wieku 2 do 3,5 lat. Przedwczesne rozpoczęcie użytkowania rozpłodowego knurków hamuje ich dalszy wzrost i skraca przydatność rozpłodową. Knury młode do 2 lat nie powinny oddawać więcej niż 10 skoków miesięcznie, a po każdym skoku wymagana jest przerwa dwudniowa. Knury starsze mogą oddawać 5 do 7 skoków tygodniowo. Największą skuteczność krycia mają knury w wieku 1,5 do 2 lat. Użytkowanie rozpłodowe w przypadku knurów wynosi przeważnie 3 do 4 lat.

## Hodowla
Warunki utrzymania  powinny być zachowywane szczególnie troskliwie. Knury utrzymuje się w kojcach indywidualnych typu duńskiego o powierzchni minimalnej 6 m² z wybiegiem. Są one bardzo wrażliwe na stres termiczny, który nie objawia się od razu. Spadek możliwości rozpłodowych pojawia się dopiero po około 2 tyg. W okresie upałów zdarzają się również upadki związane z niewydolnością krążenia.
Żywienie – Zbyt intensywne żywienie powoduje nadmierny wzrost masy ciała i otłuszczenie, co prowadzi do utraty sprawności i niechęci do krycia. Intensywnie użytkowane knury wykazują zwiększone zapotrzebowanie na białko, lizynę i aminokwasy siarkowe.